# Graffenrieda
Genre
Graffenrieda est un genre de plantes à fleurs de la famille des Melastomataceae dont les espèces sont originaires d'Amérique (du Mexique à l'Amérique du Sud).

## Liste d'espèces
Selon Catalogue of Life (16 juillet 2013) :
- Graffenrieda anomala
- Graffenrieda barahonensis
- Graffenrieda bella
- Graffenrieda boliviensis
- Graffenrieda calyptrelloides
- Graffenrieda caryophyllea
- Graffenrieda caudata
- Graffenrieda chrysandra
- Graffenrieda cinna
- Graffenrieda cinnoides
- Graffenrieda colombiana
- Graffenrieda conostegioides
- Graffenrieda cucullata
- Graffenrieda emarginata
- Graffenrieda fantastica
- Graffenrieda foliosa
- Graffenrieda fruticosa
- Graffenrieda galeottii
- Graffenrieda gentlei
- Graffenrieda glandulosa
- Graffenrieda gracilis
- Graffenrieda grandifolia
- Graffenrieda harlingii
- Graffenrieda hitchcockii
- Graffenrieda intermedia
- Graffenrieda irwinii
- Graffenrieda jauana
- Graffenrieda kralii
- Graffenrieda lanceolata
- Graffenrieda latifolia
- Graffenrieda laurina
- Graffenrieda limbata
- Graffenrieda meridensis
- Graffenrieda miconioides
- Graffenrieda micrantha
- Graffenrieda moaensis
- Graffenrieda moritziana
- Graffenrieda obliqua
- Graffenrieda ottoschulzii
- Graffenrieda patens
- Graffenrieda pedunculata
- Graffenrieda phoenicea
- Graffenrieda polymera
- Graffenrieda reticulata
- Graffenrieda robusta
- Graffenrieda rotundifolia
- Graffenrieda rufa
- Graffenrieda rufescens
- Graffenrieda rupestris
- Graffenrieda santamartensis
- Graffenrieda scandens
- Graffenrieda sessilifolia
- Graffenrieda sipapoana
- Graffenrieda steyermarkii
- Graffenrieda tamana
- Graffenrieda tricalcarata
- Graffenrieda trichanthera
- Graffenrieda tristis
- Graffenrieda uribei
- Graffenrieda versicolor
- Graffenrieda weddellii

Selon ITIS (16 juillet 2013) :
- Graffenrieda ottoschulzii (Urb. & Ekman) Urb. & Ekman

Selon NCBI (16 juillet 2013) :
- Graffenrieda bella
- Graffenrieda galeottii
- Graffenrieda intermedia
- Graffenrieda latifolia
- Graffenrieda moritziana
- Graffenrieda rotundifolia
- Graffenrieda sessilifolia

Selon Tropicos (16 juillet 2013) (Attention liste brute contenant possiblement des synonymes) :
- Graffenrieda acida Markgr.
- Graffenrieda anomala Triana
- Graffenrieda barahonensis Urb.
- Graffenrieda bella Almeda
- Graffenrieda boliviensis Cogn.
- Graffenrieda brachycentra Griseb.
- Graffenrieda brevicalcarata Markgr.
- Graffenrieda calyptrelloides Wurdack
- Graffenrieda candelabrum J.F. Macbr.
- Graffenrieda caryophyllea Triana
- Graffenrieda caudata Wurdack
- Graffenrieda chrysandra (Griseb.) Triana
- Graffenrieda cinna J.F. Macbr.
- Graffenrieda cinnoides Gleason
- Graffenrieda colombiana Gleason
- Graffenrieda conostegioides Triana
- Graffenrieda cordifolia Alain
- Graffenrieda cucullata (Triana) L.O. Williams
- Graffenrieda curta Gleason
- Graffenrieda denticulata (Gleason) L.O. Williams
- Graffenrieda emarginata (Ruiz & Pav.) Triana
- Graffenrieda excelsa (Bonpl.) DC.
- Graffenrieda fantastica R.E. Schult. & L.B. Sm.
- Graffenrieda floribunda Triana
- Graffenrieda foliosa Cogn.
- Graffenrieda fruticosa Wurdack
- Graffenrieda galeottii (Naudin) L.O. Williams
- Graffenrieda gentlei Lundell
- Graffenrieda glandulosa R. Goldenb. & J. Meirelles
- Graffenrieda gracilis (Triana) L.O. Williams
- Graffenrieda grandifolia Gleason
- Graffenrieda harlingii Wurdack
- Graffenrieda hitchcockii Gleason
- Graffenrieda intermedia Triana
- Graffenrieda irwinii Wurdack
- Graffenrieda jauana Wurdack
- Graffenrieda jucunda (DC.) Mart.
- Graffenrieda kralii Wurdack
- Graffenrieda lanceolata Gleason
- Graffenrieda latifolia (Naudin) Triana
- Graffenrieda laurina Triana
- Graffenrieda limbata Triana
- Graffenrieda meridensis Wurdack
- Graffenrieda miconioides Naudin
- Graffenrieda micrantha (Gleason) L.O. Williams
- Graffenrieda moaensis Wurdack
- Graffenrieda moritziana Triana
- Graffenrieda obliqua Triana
- Graffenrieda obtusa Griseb.
- Graffenrieda ottoschulzii (Urb. & Ekman) Urb. & Ekman
- Graffenrieda ovalifolia Naudin
- Graffenrieda parviflora Cogn.
- Graffenrieda patens Triana
- Graffenrieda pedunculata Gleason
- Graffenrieda penneysii Michelang. & C. Ulloa
- Graffenrieda phoenicea Markgr.
- Graffenrieda polymera Gleason
- Graffenrieda reticulata Wurdack
- Graffenrieda robusta (Cogn.) L.O. Williams
- Graffenrieda rotundifolia (Bonpl.) DC.
- Graffenrieda rufa Wurdack
- Graffenrieda rufescens Britton & P.W. Wilson
- Graffenrieda rupestris Ducke
- Graffenrieda santamartensis Wurdack
- Graffenrieda scandens (Gleason) Wurdack
- Graffenrieda sessilifolia Triana
- Graffenrieda sipapoana Wurdack
- Graffenrieda stellata (Gleason) L.O. Williams
- Graffenrieda stellipilis Gleason
- Graffenrieda stenopetala Ule
- Graffenrieda steyermarkii Wurdack
- Graffenrieda tamana Wurdack
- Graffenrieda tricalcarata Gleason
- Graffenrieda trichanthera Gleason
- Graffenrieda tristis (Triana) L.O. Williams
- Graffenrieda uribei Wurdack
- Graffenrieda versicolor Gleason
- Graffenrieda weddellii Naudin